# Бовдуй, Алексей Валерьевич
Алексей Валерьевич Бовду́й (род. 26 октября 1977, Свердловск) — российский волейболист, волейбольный судья и тренер. Мастер спорта России международного класса (1998).

## Биография
Первым тренером Алексея Бовдуя в ДЮСШ № 15 города Свердловска был Владимир Бабакин, профессиональная карьера волейболиста начиналась в местном УЭМ-«Изумруде». В 1996—1997 годах, уже являясь игроком стартовой шестёрки уральского клуба, Бовдуй под руководством наставника УЭМ-«Изумруда» Валерия Алфёрова выступал за молодёжную сборную России и выиграл бронзовые медали чемпионата Европы в Израиле и чемпионата мира в Бахрейне.
31 мая 1998 года в матче Мировой лиги против бразильцев в Рио-де-Жанейро дебютировал в сборной России, причём сыграл не в привычном амплуа доигровщика, а в роли либеро по причине временного отказа от выступлений за сборную Евгения Митькова. Всего на турнире 20-летний Алексей Бовдуй провёл 7 матчей (из них 6 как либеро) и вернулся из принимавшего финальную стадию Милана с серебряной медалью Мировой лиги.
Четыре сезона подряд — с 1997 по 2000 год — Бовдуй был участником суперфиналов чемпионатов России, в которых его УЭМ-«Изумруд» боролся за золото с «Белогорьем-Динамо» и в апреле 1999 года впервые выиграл титул. В сезоне-2000/01 в пятый раз стал призёром чемпионата России, но пропустил финальную серию против МГТУ-«Лужников» из-за травмы. Кроме этого, в составе УЭМ-«Изумруда» (с 2003 года — «Локомотива-Изумруда») Бовдуй по три раза побеждал в Кубке России и участвовал в «Финалах четырёх» еврокубков.
Летом 2004 года выступал за вторую сборную России в розыгрыше Евролиги и перешёл из «Локомотива-Изумруда» в казанское «Динамо». Под руководством Виктора Сидельникова выиграл золото чемпионата России, два Кубка страны и Лигу чемпионов, а в сезоне-2008/09, когда казанскую команду, сменившую название на «Зенит», возглавил Владимир Алекно, вновь стал чемпионом России. В том сезоне Алексею Бовдую вместе Александром Корнеевым удалось компенсировать уход из команды Сергея Тетюхина и Александра Косарева, и, несмотря на травму, полученную перед началом финальной серии против одинцовской «Искры», он отыграл все решающие матчи в стартовом составе и стал вторым по результативности игроком «Зенита» в плей-офф вслед за диагональным Клейтоном Стэнли. В общей сложности Бовдуй в составе казанской команды провёл за пять сезонов 187 матчей.
В мае 2009 года перешёл в уфимский «Урал», где отыграл два сезона, был капитаном команды и преждевременно завершил игровую карьеру из-за травм.
С 2013 года работал судьёй на матчах Молодёжной лиги, высшей лиги «А» и «Б». В ноябре 2018 года Алексею Бовдую присвоена квалификационная категория «Спортивный судья всероссийской категории». Параллельно с судейством занимался тренерской работой в Екатеринбурге. В 2018 и 2019 годах приводил сборную Свердловской железной дороги к победам на Кубке ОАО «РЖД». С сезона-2018/19 работает в тренерском штабе женской команды «Уралочка»-НТМК.

## Достижения
- Чемпион России (1998/99, 2006/07, 2008/09), серебряный (1996/97, 1997/98, 1999/00, 2000/01) и бронзовый (2002/03, 2004/05, 2007/08) призёр чемпионата России.
- Обладатель Кубка России (1999, 2000, 2001, 2004, 2007).
- Победитель Лиги чемпионов (2007/08).
- Бронзовый призёр Кубка обладателей кубков (1998/99).
- Серебряный призёр Кубка Топ-команд (2000/01).
- Бронзовый призёр Кубка Европейской конфедерации волейбола (2003/04).
- Серебряный призёр Мировой лиги (1998).
- Бронзовый призёр молодёжного чемпионата Европы (1996).
- Бронзовый призёр молодёжного чемпионата мира (1997).

## Личная жизнь
В 2002 году окончил Уральский государственный технический университет.
Женат, двое сыновей.